# Mörttjärnen (Brattfors socken, Värmland, 662116-139362)
Mörttjärnen är en sjö i Filipstads kommun i Värmland och ingår i Göta älvs huvudavrinningsområde. Mörttjärnen ligger i Brattforsheden Natura 2000-område.